# John Huxham
John Huxham (1692 – 10 de agosto de 1768) fue un médico cirujano y escritor británico, ganador de la Medalla Copley en 1755, por su contribución a la medicina. Es conocido por su estudio de la fiebre, tema central de su ensayo de 1750 Ensayo sobre las fiebres.

## Biografía
Huxham nació en las cercanías de Totnes, Devon. Su padre era un carnicero del cercano pueblo de Harberton. Estudió en la escuela de gramática de Newton Abbot gracias a los fondos que obtuvo del testamento de sus padres. Huxham luego asistió a la academina en Exeter para proseguir sus estudios en la Universidad de Leiden y terminar sus estudios de doctor en medicina en la Universidad de Reims. Su religión le impidió estudiar en las más cercanas universidades de Oxford o Cambridge.
Tras regresar a Totnes, empezó a ejercer la medicina en Plymouth. Su camino hacia la fama fue lento, pero terminó siendo considerado el médico más respetado de la ciudad. En 1717 contrajo matrimonio con Eleonor Coram, hija de Thomas Coram, fundador del Hospital San Andrés de Plymouth.
En 1723, James Jurin, secretario de la Royal Society, pidió voluntarios para registrar diariamente observaciones meteorológicas (presión, precipitaciones, temperaturas, dirección y fuerza de los vientos). Estas observaciones debían ser remitidas anualmente a los secretarios de la Royal Society para su recopilación un análisis. En 1724 Huxham empezó a mantener dichos registros y desde 1728 y hasta 1748 empezó a anotar mensualmente la prevalencia de enfermedades epidémicas. Dichos registros fueron publicados en dos volúmenes. A raíz de estos trabajos fue elegido miembro de la Royal Society en 1739.
Se atribuye a Huxham el ser la primera persona en Inglaterra en categorízar la gripe. También se le atribuye el diagnóstico del escorbuto, contra el que proponía beber sidra.
Huxham falleció el 10 de  agosto de 1768.

## Obra (selección)
Una edición completa de sus obras se publicó con el título Opera physico-medica. Leipzig 1764, 1773 (1.er. vv. (Online); 2º vv. (online)), Leipzig 1784 (1.er. vv. Online, 2º vv. (online), 3.er. vv. online) en 1829. De sus obras individuales se menciona aquí:
- Observationes de aëre et morbis epidemicis ab anno 1728 ad exitum usque 1748 plymuthi factae. Londres 1739 (Online), 1752; Venedig 1764 (Online), Neapel 1765, Londres 1771

- Essay on fevers, with their various kinds, as depending on different constitutions of the blood, with dissertations on putrid, penstilential spotted fevers, on the small pox, and on peripneumonies. Londres 1739, 1750 (online), 1757, 1764, 1767, 1769, Augsburg 1755, París 1776 (online), París 1752 (online)

- Medical an chymical observations upon antimony. Londres 1755, Medicinisch und chymische Bemerkungen vom Spießglase. Leipzig y Bayreuth, 1759

- An essay on fevers. To which is now added, a Dissertation on the Malignant, Ulcerous sore-Throat. Londres 1750, 1757, 1782 (online)

- Sammlung medicinischer Schriften: von Fiebern, Kinderblattern, Lungenentzündungen, Seitenstechen bösen Halskrankheiten, und vom Spiegelglase, wie auch einige medizinische Fälle, ingleichen von Polypen und von der Colic. Georg Ludwig Förster, Bremen, 1769 2.ª ed.

- Abhandlung von Fiebern, welche von der Beschaffenheit des Geblütes herrühren. Merz und Mayer, München und Augsburg, 1756

- Medical and Chemical Observations Upon Antimony. John Hinton, Londres, 1756

- Liber de febribus et alia opuscula varia. Venedig 1765, 1772

- Observationum de aëre et morbis epidemicis. Ab Anni nimirum Initio 1738 ad Exitum usque 1748. Londres 1752

- Observationes de aëre, et morbis epidemicis: ab anno 1749 ad exitum usque Anni 1752. Londres, 1770, 3.er. vv.

- The Works of John Huxham. Londres, 1788, 2º vv.

Aufsätze in den Philos. Transact.
- A large omentum, saliva of an unusual colour. 1724, VII
- Account of the anomalous epedemic small-pox which began at Plymouth, August 1724 and continued to June 1725. 1725
- Case of stone in the urethra, case of spina bifida. 1730
- Of remarkable diseases of the colon. 1732
- Of an extraordinary hernia inguinalis. 1740, VIII